# Ettore Leonida Martin
Ettore Leonida Martin, né le 21 novembre 1890 à Latisana et mort le 9 août 1966 à Vicence, est un astronome italien.

## Biographie
Il a fréquenté le collège d'Udine, s'est inscrit à l'université de Padoue et a obtenu son diplôme en mathématiques en 1919. Après une courte période d'enseignement dans les écoles publiques de Turin, il devient en 1920 assistant à l'observatoire local de Pino Torinese. En 1922, il demande et obtient le transfert à l'Observatoire astronomique de Padoue, où il reste jusqu'en 1948 ; en même temps, il a occupé des postes d'enseignant à l'université locale, donnant des cours d'astronomie stellaire et d'astrophysique, et occupant la chaire de mécanique céleste. Cette année-là, après avoir remporté un concours, il devint directeur de l'Observatoire astronomique de Trieste, ainsi qu'en 1958, professeur titulaire d'astronomie à l'Université de Trieste, où il resta jusqu'à sa retraite.
Après les événements de guerre de la Seconde Guerre mondiale, Martin a reconstruit l'observatoire de Trieste, travaillant également à créer une école d'astronomie dans l'université locale, dans laquelle plusieurs étudiants seront formés (dont Bruno Cester et Alberto Abrami).
Membre de diverses associations scientifiques nationales et étrangères, il a également reçu la Médaille du mérite de la culture et de l'art.
Il a effectué de nombreuses études et recherches en astronomie classique, théorique et observationnelle, en mécanique céleste et relativiste, en astronomie géodésique. Il a également écrit, sous le pseudonyme Nitram, un essai historique sur Galilée.

## Travaux (partiels)
- Nitram, Galileo Galilei (1564-1642), Il Bò, mai 1942.
- Stelle doppie, Dupleco (OAT), Trieste, 1950.
- Lezioni di astronomia, Itergrafica (OAT), Trieste, 1956.